# Rue Lambinon
La rue Lambinon est une rue liégeoise qui relie la rue du Laveu à la rue Henri Maus dans le quartier du Laveu.

## Situation et description
Longue d'environ 150 m, la voirie s'élève depuis la rue du Laveu pour rejoindre la rue Henri Maus. La côte assez rude atteint les 10 % de déclivité comme indiqué sur le panneau routier placé en haut de la rue. La rue compte une cinquantaine d'habitations. Du côté impair de la rue, quelques-unes sont érigées en retrait de la voirie, à l'arrière de jardinets.

## Odonymie
Depuis la création de la rue en 1877, cette artère rend hommage à Gustave Lambinon (1810-1875), ingénieur des mines et rentier. Il subsidia des bourses d'études destinées aux étudiants défavorisés de la ville de Liège.

## Architecture
À l'angle avec la rue du Laveu, se trouve la maison Moonen (ancien café l'Escapade), un immeuble de commerce de style Art nouveau réalisé par l'architecte Victor Rogister en 1903.

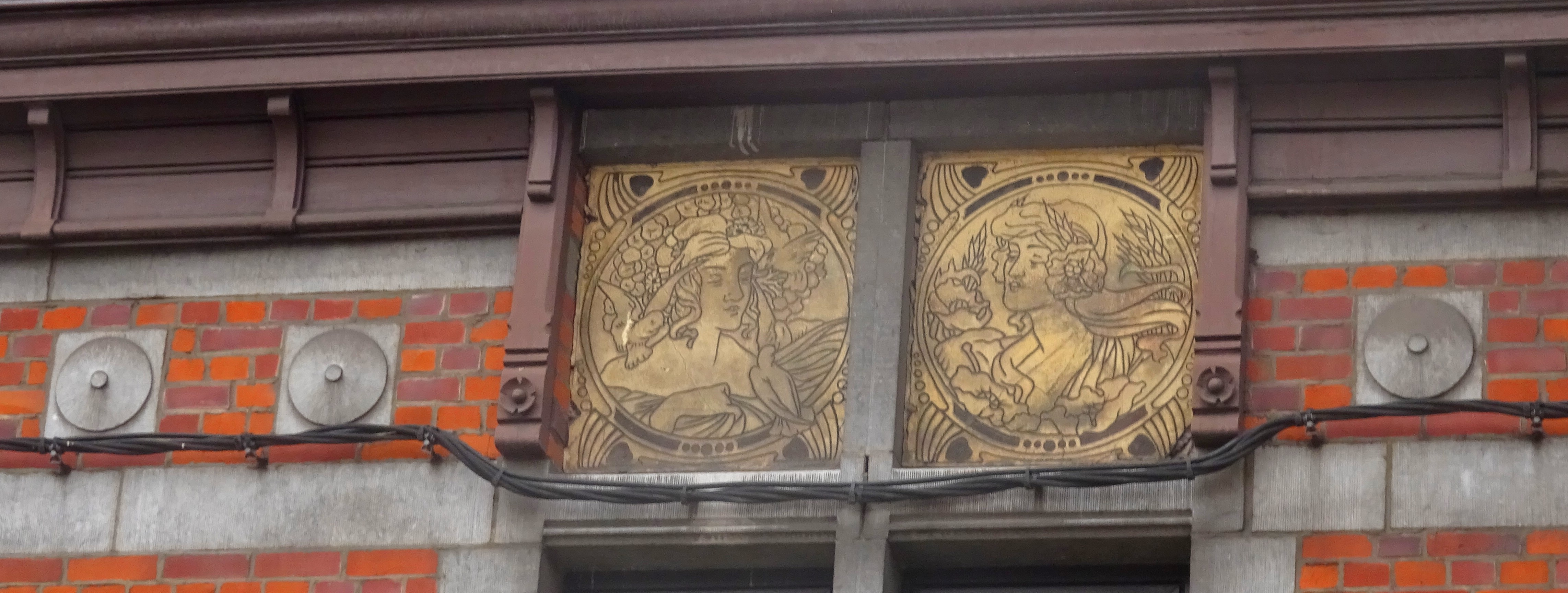
Maison Moonen : sgraffites du côté de la rue Lambinon

Au no 24, l'immeuble est daté de 1905. Il fait partie d'une suite de maisons de style éclectique érigées au début du XXe siècle.

## Voies adjacentes
- Rue Hézelon
- Rue du Laveu
- Rue Comhaire
- Rue Henri Maus